# PSX (DVR)
La PSX è un videoregistratore digitale prodotto dalla Sony completamente integrato con le console PlayStation e PlayStation 2. Commercializzato dalla Sony e distribuito unicamente in Giappone il 13 dicembre 2003, è stato il primo sistema ad utilizzare la XrossMediaBar.

## Caratteristiche
Progettato inizialmente per essere un dispositivo audio-visivo multifunzionale, è un Digital Video Recorder con ingressi RF, S-Video e Composito. È in grado di sintonizzare la VHF analogica e la TV via cavo. Viene fornita con un telecomando e può anche essere collegata con una PSP per trasferire video e musica attraverso le porte USB. È dotata inoltre di software per la modifica di video, foto e audio.
La PSX supporta i giochi PlayStation e PlayStation 2 essendo basata sull'hardware PlayStation 2, utilizzando l'Emotion Engine, il Graphics Synthesizer e il processore I/O. Supporta il gioco online usando un adattatore di rete interno a banda larga. Sono inoltre supportati i giochi che necessitano di installazione sull'hard disk PS2 (Final Fantasy XI).
Nella confezione non è incluso alcun controller, ma è stato commercializzato separatamente un DualShock 2 speciale bianco-ceramica. In ogni caso, sono supportati i DualShock originali attraverso due porte joystick sul retro della console e le memory card sul lato frontale.
Infine, la PSX è conosciuta per avere introdotto l'interfaccia grafica XrossMediaBar di Sony, utilizzata successivamente su PlayStation Portable, PlayStation 3, modelli TV 2008 BRAVIA e altri dispositivi Sony.

## Modelli
I modelli di lancio furono il DESR-5000 e il DESR-7000 e disponevano di un HDD da 160GB e 250GB rispettivamente. Nel 2004 vennero lanciati i modelli successivi al DESR-5000/7000 con un migliore supporto alla modifica di video, immagini e musica.